# Dolph Ziggler
Nicholas Theodore „Nick” Nemeth (născut 27 iulie,1980), este un wrestler profesionist american care în prezent luptă în Total Nonstop Action Wrestling (TNA) folosind numele său real Nic Nemeth. Nemeth este cunoscut pentru timpul petrecut în WWE între anii 2004-2023 sub numele Dolph Ziggler.
Nemeth a semnat un contract de dezvoltare cu WWE în 2004 și este trimis în Ohio Valley Wrestling (OVW). Este adus în brandul Raw în 2005, de Kerwin White. El, cu toate acestea, este trimis înapoi la OVW la scurt timp după. Debutează în Raw în ianuarie 2006 și a câștigat campionatele pe echipe World Tag Team încă odată înainte de a reveni în OVW în noiembrie.
În Septembrie 2007, Nemeth a fost repartizat în Florida Championship Wrestling (FCW), pe vremea când forma o echipă cu Brad Allen. Echipa au câștigat campionatele Florida Tag Team Championship (FCW) încă odată, Nemeth câștigă mai târziu titlul pentru a doua oară alături de Gavin Spears ca partener al său. Revine în Raw sub numele de Dolph Ziggler în septembrie 2008 până când a fost trimis în SmackDown în aprilie 2009. În iulie 2010, a obținut centura WWE Intercontinental Championship învingându-l pe Kofi Kingston. A deținut centura timp de cinci luni, până în ianuarie 2011. Ziggler a fost numit campion mondial la categoria grea în 14 februarie 2011, dar a pierdut centura în aceași seară împotriva lui Edge. În martie revine în Raw și câștigă centura Statelor Unite pentru prima dată după trei luni.

## Manevre de Final
- Zig Zag
- Superkick

## Palmares
- WWE World Heavyweight Championship (2 ori)
- NXT Championship (1 dată)
- WWE Intercontinental Championship (6 ori)
- WWE United States Championship (2 ori)
- WWE Raw Tag Team Champion (2 ori) cu Drew McIntyre și Robert Roode
- WWE SmackDown Tag Team Champion (1 dată) cu Robert Roode
- WWE World Tag Team Championship (1 dată) cu Spirit Squad
- World Heavyweight Championship Money in the Bank (2012)
- Triple Crown Championship (22º)